# Carine Goren
Carine Goren (tiếng Hebrew:קרין גורן; sinh năm 1974) là một đầu bếp bánh ngọt, tác giả sách dạy nấu ăn bán chạy nhất, và nhân vật truyền hình người Israel. Cô bắt đầu sự nghiệp ẩm thực ở tuổi 26 với tư cách là một người viết sách nấu ăn tại tạp chí thực phẩm Al Hashulchan (Around the Table) ở Israel, và năm 2006 xuất bản cuốn sách nấu ăn tráng miệng đầu tiên của cô, Sweet Secrets. Tính đến năm 2016, cô đã xuất bản năm cuốn sách dạy nấu ăn, bao gồm một cuốn sách cho trẻ em, và là chủ của một chương trình truyền hình, còn được gọi là Sweet Secrets. Năm 2016, cô trở thành một giám khảo của chương trình truyền hình thực tế mới của Israel Bake-Off Israel. Cô có một lượng người hâm mộ cuồng nhiệt và là người được tìm kiếm trên google nhiều nhất ở Israel vào năm 2015.

## Thuở nhỏ
Lớn lên ở Haifa, cha cô là một người hướng dẫn lái xe và mẹ cô ở nhà nội trợ. Cô tốt nghiệp trường Hebrew Reali năm 1992. Cô nhận được bằng cử nhân nghệ thuật giao tiếp tại Đại học Haifa và kết hôn với người yêu trung học của cô, Ronen Goren, ở tuổi 24. Họ chuyển đến Karmiel, nơi cả hai đều nghiên cứu máy tính, nhưng Carine cảm thấy không hài lòng và tìm kiếm các khóa học về nghệ thuật và hàng thủ công khác nhau.
Ở tuổi 26, cô bị sa thải khỏi công việc của mình đang làm là quản trị viên web và đã sử dụng khoản tiền thôi việc của mình để trả tiền cho khóa học làm bánh ngọt 12 tuần. Quyết định rằng làm bánh ngọt là nghề nghiệp của cô, cô bắt đầu mua sách dạy nấu ăn và thử nghiệm làm món tráng miệng trong khi làm việc như một lập trình viên máy tính cho tạp chí thực phẩm Al Hashulchan (Around the Table). Cô mang theo món tráng miệng tự chế của mình để chia sẻ với các đồng nghiệp của mình và sớm được thăng chức cho nhà văn và biên tập viên, xuất bản ba cuốn sách nấu ăn tráng miệng. Năm 2004, cô bắt đầu viết một bổ sung thực phẩm hàng tuần cho Maariv. Cô đã dành một năm rưỡi như một nhà phát triển công thức cho bánh ngọt, bánh quy và các món nướng ưa thích tại nhà hàng và quán cà phê Lehem Erez ở Herzliya dưới sự giám hộ của Erez Komarovsky.

## Xuất bản sách dạy nấu ăn
Goren tự xuất bản cuốn sách nấu ăn tráng miệng đầu tiên của mình, Sweet Secrets, vào năm 2006. Giống như những cuốn sách sau này của cô, sách dạy nấu ăn bao gồm một đĩa DVD cho thấy cô thể hiện một số công thức nấu ăn. Sự thành công của sách dạy nấu ăn bằng tiếng Hebrew dẫn đến nhu cầu từ độc giả nước ngoài, và một phiên bản tiếng Anh của Sweet Secrets đã được xuất bản qua thư đặt hàng vào năm 2010. Sau đó, cô xuất bản Sweet Secrets 2 (2011) và một số loại sách khác, bao gồm cả cuốn sách nướng bánh của trẻ em.
Nhắm mục tiêu đến làm bánh tại nhà, công thức nấu ăn của Goren gồm các thành phần "đơn giản" được tìm thấy trong bất kỳ siêu thị lân cận nào. Một nhà phê bình của báo Haaretz đã chỉ ra nguyên nhân thành công của những cuốn sách của cô, khi mà chúng đứng trong top bán chạy trong vài tháng, đến từ sự hấp dẫn của cô đối với "thợ làm bánh Israel điển hình". Công thức nấu ăn gồm các thành phần có sẵn như "tahina, kẹo bơ đường, halva và kẹo dẻo", và thiết bị nướng được tìm thấy trong tất cả các cửa hàng đồ gia dụng. Công thức nấu ăn của Goren thường được tái tuần hoàn trong các cột nấu ăn trên báo và các blog trực tuyến. Cô là người được tìm kiếm trên google nhiều nhất ở Israel vào năm 2015.

## Nhân vật truyền hình
Vào năm 2007, Goren ra mắt chương trình truyền hình của riêng mình, Sweet Secrets, trên Kênh 2. Trước đây, cô đã tổ chức 15 tập Hướng dẫn nướng bánh với Carine Goren trên Kênh 10.
Vào tháng 4 năm 2016, cô xuất hiện như một giám khảo trong mùa giải đầu tiên của loạt phim truyền hình thực tế Bake-Off Israel, một phiên bản địa phương của The Great British Bake Off.

## Cuộc sống cá nhân
Cô gặp chồng mình, Ronen Goren, ở trường trung học; họ kết hôn vào năm 1998. Giống như cô, ban đầu Ronen theo đuổi nghề nghiệp trên máy tính nhưng lại chán với nó và trở thành một đầu bếp chuyên nghiệp. Anh rời bỏ sự nghiệp để quản lý thương hiệu của cô, bao gồm sách dạy nấu ăn, chương trình truyền hình, trang web và diễn đàn người hâm mộ. Họ sống ở Herzliya.